# Alexei-Alexandrowitsch-Palast

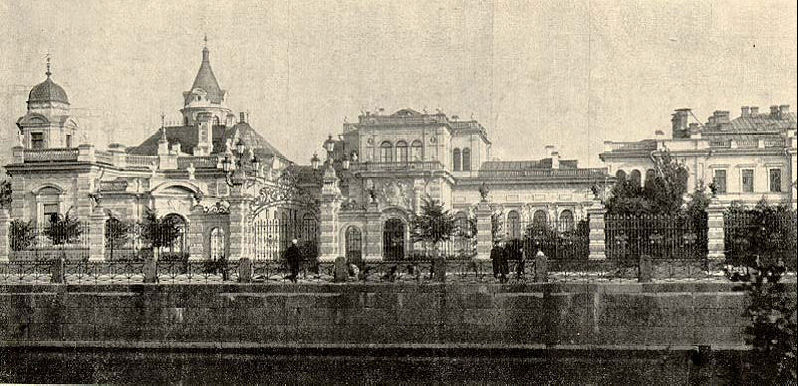
Blick über die Moika

Der Alekseiewskij-Palast (russisch Алексеевский дворец) ist ein eklektizistischer Palastbau am Ufer der Moika in St. Petersburg. Er befindet sich im Stadtbezirk Admiralteiski auf der Kolomnainsel. Der Palast wurde 1882–1885 für einen Sohn Alexanders II., Großherzog Alexei Alexandrowitsch, entworfen.
Nach seiner Rückkehr aus den Vereinigten Staaten suchte der Großherzog eine angemessene Residenz für sich und seine Familie. Als Oberbefehlshaber der Marine erwarb er ein bereits bestehendes Gebäude in der Nähe der Insel Neu-Holland und der Hafenanlagen und ließ es aufwendig durch den Architekten Maximilian Messmacher umbauen.
Durch seinen unregelmäßigen Grundriss, seine abwechslungsreiche Dachlandschaft sowie die beiden markanten Türme hebt er sich von anderen Adelspalästen der Stadt ab. Messmacher gestaltete zudem jede Fassade in einem anderen Stil. So weist die Hauptfassade Elemente der Neorenaissance auf, die der gartenseitige Privattrakt erinnert hingegen eher an eine italienische Villa. Im Inneren sind vor allem der an einen Rittersaal erinnernden Englische Saal sowie das Chinesische und das Flämische Zimmer hervorzuheben.
Zur Moika hin wird das Grundstück noch heute von einem gusseisernen Zaun und bossierten Mauern begrenzt. Die vergoldeten Monogramme weisen noch heute auf den ehemaligen Besitzer hin. Dreizacks geben einen Hinweise auf seine militärische Karriere.
Nach Alexeis Tod 1908 erbten seine Brüder Wladimir und Paul den Palast. Sie nutzen ihn nicht und vermieteten ihn u. a. an für kurze Zeit an die deutsche Botschaft. Ein Teil des Gartens wurde an einen Süßwarenhersteller verkauft, der dort eine Fabrik errichtete. Obwohl das Gebäude 1968 zu einem nationalen Denkmal erklärt wurde, wurde es dem Verfall preisgegeben. Ab 2006 wurde das nunmehr sehr baufällige Gebäude restauriert und beherbergt seit 2009 das St. Peterburg Haus der Musik untergebracht, eine Musikschule für junge Solisten.